# Hundtjärnen (Solleröns socken, Dalarna)
Hundtjärnen är en sjö i Mora kommun i Dalarna och ingår i Dalälvens huvudavrinningsområde.